# Каммхубер, Йозеф
Йозеф Каммхубер (нем. Josef Kammhuber; 19 августа 1896, Бургкирхен, Бавария — 25 января 1986, Мюнхен) — немецкий генерал авиации. Организатор системы противовоздушной обороны нацистской Германии — «линии Каммхубера».

## Биография
Родился в семье фермера. В 1914 году в возрасте 18 лет ушёл добровольцем в армию, служил во 2-м баварском саперном батальоне, с 1915 года служил в пехотных частях. В 1917 году получил звание лейтенанта за боевые заслуги, был награждён Железным крестом 2-го и 1-го классов.
После демобилизации остался на службе в рейхсвере. В 1926 году прошёл курсы офицера Генерального штаба в Штеттине и Берлине. С начала мая по конец сентября 1930 года находился в СССР, где проходил секретную лётную подготовку в авиашколе в Липецке. С 1933 года служил в Министерстве авиации начальником отдела организационного управления.
В 1937 году служил начальником оперативного отдела штаба 2-го авиационного округа. С ноября 1937 года служил в командном управлении Имперского министерства авиации, затем — начальником отдела в Генеральном штабе.
21 марта 1940 года назначен командиром KG51 — подразделения бомбардировщиков. Был сбит над Парижем на своём Ju-88A и попал в плен. Освобождён после капитуляции Франции и вскоре назначен командиром 1-й дивизии ночных истребителей. 9 июля 1941 года награждён Рыцарским крестом железного креста.
В 1941 году на основе дивизии создан 12-й авиационный корпус, Каммхубер назначен генерал-инспектором ночной истребительной авиации. Организовал единую систему ночной противовоздушной обороны, ставшей известной как «Линия Каммхубера», которая включала в себя радиолокационные станции, прожекторы, зенитную артиллерию и ночные истребители. 15 сентября 1943 года был снят с поста командующего корпусом, 15 ноября — с поста генерал-инспектора. 27 ноября назначен командующим 5-м воздушным флотом в Норвегии и Северной Финляндии.
В июне 1945 года арестован. В 1948 году был освобождён после прохождения процесса денацификации. Служил в ВВС ФРГ. Является автором нескольких работ, посвящённых противостоянию немецких сил ПВО авиации союзников.

## Награды
- Железный крест (1914) 2-го и 1-го класса
- Баварский орден «За военные заслуги» 4-го класса с мечами
- Почётный крест Первой мировой войны 1914/1918 с мечами
- Медаль «За выслугу лет в вермахте» с 4-го по 1-й класс
- Пряжка к Железному кресту (1939) 2-го и 1-го класса
- Нагрудный знак пилота
- Рыцарский крест Железного креста (9 июля 1941)
- Нагрудная планка люфтваффе бомбардировщика
- Упоминался в «Вермахтберихт» (10 апреля 1941, 27 марта 1942, 31 марта 1942)
- Большой офицерский крест ордена «За заслуги перед Итальянской Республикой» (10 марта 1958)
- Орден «Легион Почёта» Командор (2 августа 1961)
- Большой крест со звездой и плечевой лентой ордена «За заслуги перед Федеративной Республикой Германия» (21 августа 1962)